# Högmedeltiden

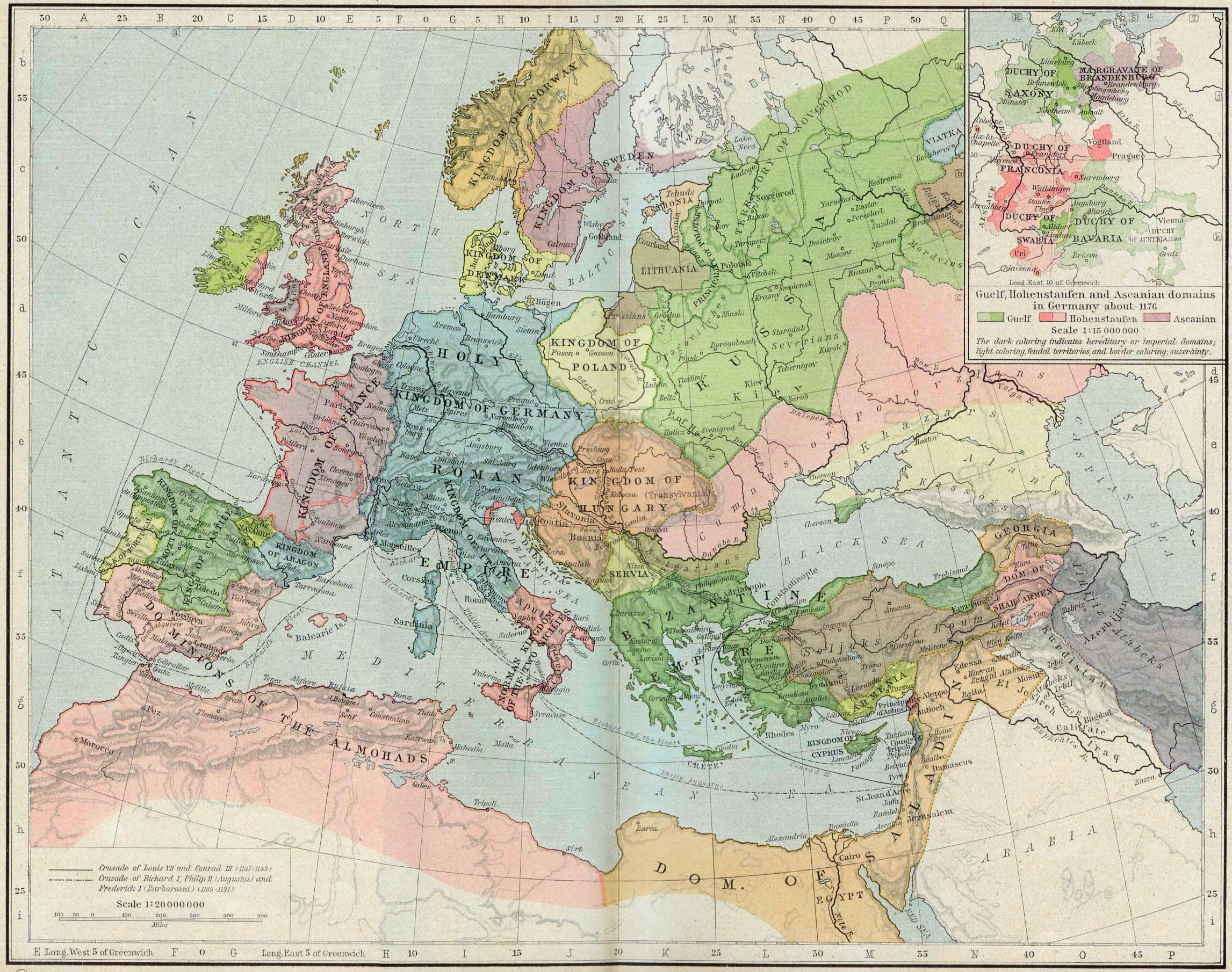
Europa och Medelhavsområdet cirka år 1190.

Högmedeltiden kallas den mest expansiva delen av medeltiden som i Västeuropa inföll cirka 1000–1300 och i  nordisk historia cirka 1200–1350, vilket överlappar med Folkungatiden i Sverige (1250–1389). Högmedeltiden föregås av äldre medeltid, och följs av senmedeltiden. 
Högmedeltiden har karakteriserats som en i många avseenden framgångsrik period för den framväxande europeiska civilisationen. I början av 1000-talet gjordes många uppfinningar och förbättringar inom jordbruket; mer jord odlades upp, vilket ledde till en stark befolkningstillväxt. Den kristna kyrkan reformerades och stärkte sin position i samhället och i relation till världsliga furstar. Påven hävdade sin ensamrätt att utse präster och biskopar, vilket ledde till den så kallade investiturstriden. I slutet av 1090-talet organiserades de första av de många korstågen i syfte att erövra Jerusalem och andra kristna städer i bland annat Palestina, som vid den tiden kontrollerades av muslimska härskare.
Under 1100-talet anlades en stor mängd nya städer, den första större urbaniseringen i Europa sedan antiken. De var små i jämförelse med städer i samtida civilisationer i Asien, men stadskartan i Europa fick den form den skulle ha ända till slutet av den tidigmoderna perioden. Det uppfördes även en stor mängd nya katedraler, bland andra Notre-Dame i Paris. I mitten av 1100-talet kom den nya, lättare och ljusare gotiska stilen. De första universiteten grundades och nya tankeskolor, som skolastiken, växte fram inom ramen för kyrkoväsendet.
I svensk historieskrivning, där själva medeltiden inte anses börja förrän 1050, är högmedeltiden en mycket kortare period som räknas ungefär från 1250 till 1350, efter äldre medeltid.

## Handel
Hansan, som var ett system för handelssamarbete mellan städer, grundades under 1200-talet och Lübeck blev med tiden den ledande handelsstaden inom dess organisation. Flera andra städer i norra delen av Det Heliga Romerska Riket blev också Hansastäder, däribland Amsterdam, Köln, Bremen, Hannover och Berlin. Hansastäder utanför imperiet var till exempel Brygge, Danzig och Königsberg. 
Under högmedeltiden reste köpmän land och rike för att sälja varor som till exempel ost och vin ifrån Frankrike, öl och salt från Tyskland eller pälsverk, timmer och korn från Norden. Handelsmän som tog landsvägen med hjälp av häst och vagn hade det mycket krångligare än vad de om tog sig fram på sjöss hade. Landsvägarna var uppkörda och dåliga, och det fanns rövare som gömde sig i skogarna. Men samtidigt kunde det vara problem med att åka båt också, man var beroende av vädret. Bara de modigaste och de med störst skepp vågade sig på att åka över Medelhavet eller Nordsjön, eftersom där hotade både oväder och sjörövare. Några gånger per år samlades köpmän på stora marknader för att köpa och sälja varor, särskilt berömd är marknaden som var i Champagne i Frankrike.

## Den katolska kyrkan
Fler människor kom till Europa och fler och fler blev kristna. I Europa byggdes mängder av nya kyrkor. I Norden byggdes många träkyrkor, men man upptäckte att med klimatet i Norden så höll inte kyrkorna. Så man ersatte träkyrkorna med kyrkor som var byggda av sten. Varje ärkebiskopsdöme och stift fick en stor domkyrka som kallas katedral. I den katolska kyrkan finns det olika värden av de som bestämmer. Den som är högst upp är Gud. Efter Gud så kommer påven, påven är kyrkan samlingspunkt, han bestämmer allt som människorna ska tro på. Påven har rådgivare, dessa kallas för kardinaler. Ärkebiskoparna är de som styrde sitt ärkestift och över biskoparna, och de styr sitt biskopsdöme. Längst ned på värdet i den katolska kyrkan är prästerna, munkarna och nunnorna. Prästerna är biskoparnas medarbetare. Munkar och nunnor lever i kloster och hjälper gamla, sjuka och fattiga.
Eftersom både påven och kungen ville ha makten blev det lätt konflikter. Kungarna ville komma åt kyrkans makt och rikedomar. Det blev många konflikter mellan olika stift och dessa höll på under många år. 

### Klostret

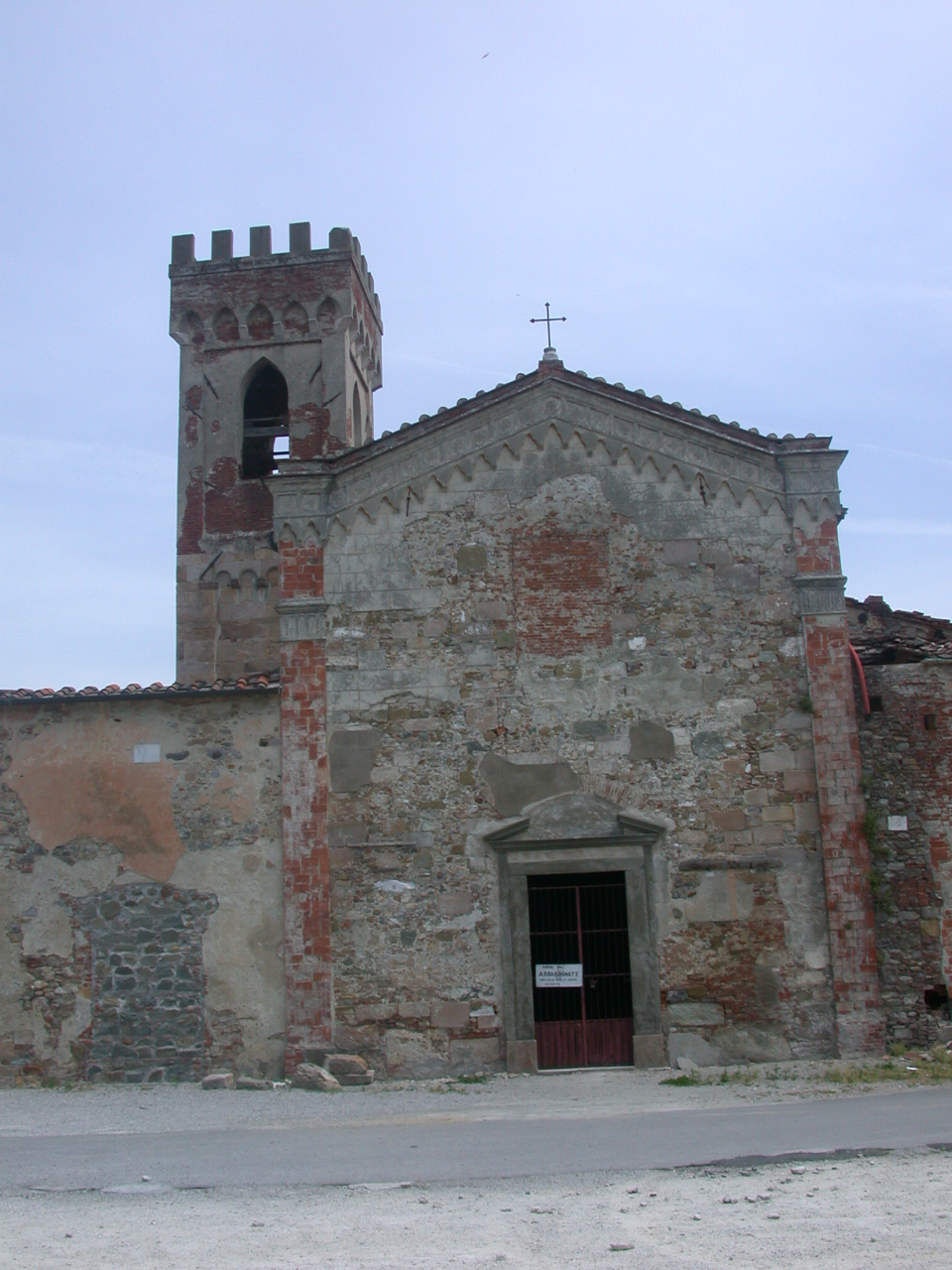
Klostret i La Badia di San Pietro

Överallt i Europa ligger det kloster. Oftast ligger dessa i skogar eller på små öar. Detta för att munkarna vill be i lugn och ro. Kloster består av bland annat sovsal, matsal, bibliotek, kyrka, sjukstuga, verkstad och en skola. Klostrets ledare kallas abbot, och honom måste alla munkar lyda. När munkarna inte var i kyrkan arbetade de, från morgon till kväll, eftersom man såg arbete som en kristen plikt. De flesta munkar var duktiga i att läsa och skriva latin. De munkar som var lärda satt oftast i klostrets bibliotek. Munkarna sågs som medeltidens vetenskapsmän, men inga tankar fick vara i strid med kyrkans lära. Nunnorna bodde i egna kloster, deras ledare kallas för abbedissa. Nunnor och munkar får inte bo tillsammans, det är förbjudet. 

#### Det stora jubileumsåret
Påven ville att år 1300 skulle bli ett stort jubileumsår, för att visa upp den katolska kyrkans makt och myndighet. Folk ifrån hela Europa reste till staden Rom för att hedra påven och kyrkan. Rom är kristendomens nya huvudstad. Rom hade blivit en storstad med över 400 kyrkor.

## Korståg

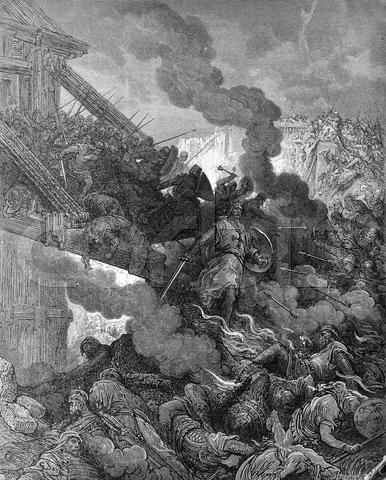

Korståg kallas de krigståg som kristna kungar, stormän och riddare företog mot folk som uppfattades som fiender till den katolska kyrkan. Korstågen skedde dels under högmedeltiden och kom till ur viljan att befria Palestina från turkiska erövrare. Religionen var det centrala motivet och då turkarna ansågs som oheliga var korstågen också ett sätt att bevara geografiska regioner under kristet inflytande. Ett korståg sågs både som pilgrimsfärd och som heligt krig beordrat av Gud via påven. Korstågen riktades främst mot östra medelhavsområdet och syftade till erövring av det Heliga landet. Man räknar ofta med åtta sådana korståg men även många andra förekom. En iakttagelse som är grundad på korståghärarnas sammansättning är att korstågen från början var en övervägande sydeuropeisk angelägenhet, med Medelhavet som centrum för konfrontationer inom det gamla Romarrikets ram. 
Orsaken till det första korståget var seldjukernas expansion i Mindre Asien och detta ledde till att den bysantinske kejsaren Alexios I Komnenos bad Västeuropa om hjälp. I november 1095 tilltalades de kristna av påven Urban II att befria Heliga landet från muslimerna. Detta lyssnade dem på och det var då man började skicka iväg korståg österut. Många av dessa var organiserade folkuppbåd, som aldrig nådde utanför Centraleuropa. Just detta korståg leddes av predikanten Peter Eremiten, men det när det nådde Konstantinopel tog det inte lång tid innan de krossades av seldjukerna 1096. Det gick bättre för franska riddare under ledning av Gottfrid av Bouillon som intog Jerusalem 1099. Under de följande decennierna växte deras välde tills hela kustlandet kontrollerades via städer och nyanlagda borgar. 
I regionen, som korsfararna benämnde Outremer, utvecklades egna korsfararriken: kungariket Jerusalem, grevskapen Edessa och Tripoli och även furstendömet Antiochia. Dessa framgångar berodde till viss del på stark övertygelse och militär överlägsenhet, dels på den stora politiska splittringen bland muslimerna. Korstågen blev dock ingen succé utan muslimer och andra folk kunde vid flera tillfällen återerövra de berörda territorierna. En del korståg blev mindre lyckosamma, som det sista korståget som brukar anses vara det som skedde i slutet av 1200-talet, vilket resulterade i ett stort nederlag. Konflikter mellan kristna och muslimer har dock fortsatt sedan dess i de landområden och under senare sekel har muslimer även drivits bort från de nuvarande Europa.
Korstågsidén förblev länge levande, mestadels i krig mot Osmanska riket. Den sista korstågsalliansen existerade 1684–1699. De spanska och portugisiska kolonisatörerna i Amerika och Asien använde också korstågens symbolik och metoder i sina anfall mot främmande folk. Korstågen handlade inte bara krig och erövringar i religionens namn. Korstågen innebar också, för Europas del, ett berikande handels- och kulturbyte. Ökningen av handeln mellan länderna kring östra Medelhavet och Västeuropa ledde till ett ekonomiskt uppsving i stora delar av Europa. Området som blev mest gynnat av detta var Norditalien som fungerade som utgångspunkt för korsfarare, handelsmän och pilgrimer som drog mot det heliga landet. 
Under korstågen fick även européerna kännedom om gamla filosofiska verk från antiken, österländsk litteratur, vetenskap och teknik som sedan påverkade det västerländska samhället. Även alla nya idéerna och de kulturella influenserna som kom till Europa i samband med korstågen blev grunden för den senare storhetsmedeltiden renässansen.

## Medeltida bostäder

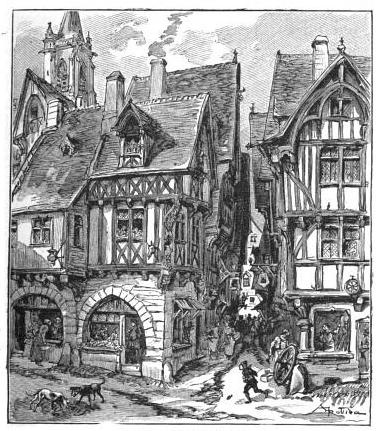
Bostadshus i en stad under högmedeltiden.

Munkar och nunnor bodde i kloster, där de kunde leva kristet och be i lugn och ro. Kungarna bodde i borgar för att skydda sig mot fiender. Även stormän bodde i borgar. Kungarna hade riddare som kunde skydda kungafamiljen och stormännen. Utanför borgarnas väggar låg byarna där bönderna bodde och arbetade. De flesta bönder arrenderade gård och jord av stormän. Bönderna var tvungna att betala avgift för den mark de hyrde och måste arbeta gratis åt markägaren. I medeltidsstäderna fanns ofta en mur runt staden för att invånarna skulle kunna leva i trygghet. Stadens hus var oftast byggda av sten eller trä. Det var smala grusiga vägar mellan husen. Man hällde ut allt avfall på gatorna vilket gjorde att städerna var ohygieniska.

## Förändringar inom jordbruket
Före högmedeltiden odlade man alltid sin skörd på samma åker år efter år. Detta ledde till att jorden blev utarmad och gav sämre skördar. Under högmedeltiden började man dela upp sin åker i 2 eller 3 delar. Detta gjorde att man kunde odla skörden på en sida av åkern ena året, och året efter odlade man på den andra sidan. Detta ledde till att skördarna blev bättre och större.